# Озимек
Озимек (пол. Ozimek, нем. Malapane)  —  город  в Польше, входит в Опольское воеводство,  Опольский повят.  Имеет статус городско-сельской гмины. Занимает площадь 3,25 км². Население — 10 040 человек (на 2004 год).